# Ailigandí
Ailigandí es uno de los cuatro corregimientos de la comarca indígena panameña de Guna Yala. Tiene una población de 11.644 habitantes (2010).